# مقاطعة أوكيتكوبي (فلوريدا)
مقاطعة أوكيتكوبي هي مقاطعة في فلوريدا، بلغ عدد سكانها 39٬996  نسمة، في 2010، عاصمتها اوكيتشوبي، فلوريدا، تبلغ مساحتها 2٬309 كيلومتر مربع.

## الموقع
تشترك في الحدود مع:
- مقاطعة إنديان ريفر
- مقاطعة هندري (فلوريدا)
- مقاطعة هايلاندز
- مقاطعة بولك
- مقاطعة غلادس (فلوريدا)
- مقاطعة سانت لوسي (فلوريدا)
- مقاطعة بالم بيتش، فلوريدا
- مقاطعة مارتن (فلوريدا)
- مقاطعة أوسيولا.

## التقسيمات الإدارية
- اوكيتشوبي، فلوريدا.